# La Comtesse de Rudolstadt
La Comtesse de Rudolstadt est un roman historique de George Sand paru en 1843, suite du roman Consuelo.
Il raconte les aventures de Consuelo, veuve d'Albert de Rudolstadt, cantatrice à Berlin, puis emprisonnée pour avoir refusé de trahir à Fréderic de Prusse les confidences de sa sœur la princesse Amélie, et permet au lecteur de rencontrer beaucoup de figures historiques, en commençant par Voltaire.
Ce roman exprime, en outre, les espoirs de George Sand quant à une réforme de la société, se traduisant par les allusions à une société secrète d'inspiration maçonnique.

## Résumé
Dans ce second tome des aventures de Consuelo, La Comtesse de Rudolstadt, la cantatrice se retrouve sur les planches du théâtre à la cour de Frédéric II de Prusse. Celui-ci a écarté son maître Porpora de Prusse et entretient avec elle une relation ambigüe, de telle manière que certains à la cour supposent qu'elle est sa maîtresse. Consuelo se retrouve quelque temps plus tard mêlée à de dangereuses intrigues impliquant des chambres supposément franc-maçonnes ainsi que l'intrigue amoureuse parallèle d'Amélie de Prusse, sœur de Frédéric, avec le baron Frédéric de Trenck, en disgrâce du roi.
Devant sa résistance à trahir les confidences d'Amélie, Frédéric de Prusse envoie la cantatrice en prison à rude régime - dont elle est cependant tirée quelque temps plus tard par de mystérieux individus inconnus qui semblent partager la foi étrange dont se réclamait le Comte Albert autrefois. Durant son évasion, Consuelo commence à ressentir une attirance irrationnelle et pour la première fois dans sa vie réellement charnelle pour l'un de ses sauveteurs dont elle n'a même pas aperçu le visage, que ses compagnons nomment le chevalier Liverani. Par ailleurs, on lui révèle qu'Albert a survécu et n'a jamais été mort, ayant été déclaré mort à tort après une crise d'une maladie qui semble similaire à la catalepsie (mort apparente).
Consuelo est initiée peu à peu dans les rites d'une fraternité d'inspiration maçonnique et découvrira au cours de son initiation finale un secret improbable qui changera le cours de ses sentiments amoureux pour Liverani.